# Mario Bruni
Mario Bruni (fl. XX secolo) è stato un calciatore italiano, di ruolo difensore.

## Caratteristiche tecniche
Giocava come terzino.

## Carriera
Inizia a giocare nel Messina nella stagione 1930-1931, nella quale segna un gol in 21 presenze in Prima Divisione, la terza serie dell'epoca. L'anno seguente disputa invece 21 partite in campionato e 4 negli spareggi promozione vinti contro SPAL, Savona e Saronno al termine dei quali la società siciliana viene promossa nel successivo campionato di Serie B. Nel suo primo anno nella serie cadetta Bruni gioca 31 partite senza mai segnare, venendo riconfermato anche per la stagione 1933-1934, nella quale disputa 15 gare senza mai segnare. In Serie B ha quindi giocato complessivamente 46 partite.